# Тихоокеанская лига КВН
Тихоокеанская лига КВН — официальная центральная лига, в которой принимают участие команды с Дальнего Востока и Восточной Сибири. Лига была основана в 2007 году. Игры проходят в Хабаровске. До 2012 года ведущим игр был Иван Вербицкий (актёр команды «Ботанический сад»).
2012 год ознаменовался экспериментами с ведущими — были приглашены звёзды КВН. Так гала-концерт фестиваля вел Николай Архипенко (Сборная Краснодарского края «БАК-Соучастники»), четвертьфинал — Андрей Чивурин, полуфинал — Дмитрий Кожома («Станция Спортивная»), финал — Максим Киселёв («Триод и Диод»).
В 2013 году лига также продолжила эксперимент с известными ведущими: ведущим гала-концерта фестиваля стал Иван Пышненко («Станция Спортивная»), четвертьфинальные игры провел Андрей Скороход («Триод и Диод»), полуфинальную стадию — Дмитрий Колчин (редактор Высшей лиги КВН, капитан команды «СОК»), финал -Дмитрий Шпеньков (редактор Высшей лиги КВН, капитан команд «Обычные люди», участник команды «25-я»). Ведущими в 2014 году были: гала-концерт вел Александр Гудков («Федор Двинятин»), четвертьфинальные игры — Дмитрий Кожома («Станция Спортивная»), полуфиналы — Игорь Ласточкин и Владимир Борисов («Днепр»), финал — Дмитрий Бушуев («Вятка»). Ведущими в 2015 году были: Сергей Писаренко («Уездный город», Челябинск и Магнитогорск), четвертьфиналы – Эндрю Нджогу (Сборная РУДН, Москва), полуфиналы – Игорь Ласточкин («Днепр», Днепропетровск), финал — Дмитрий Хрусталев (Сборная Санкт-Петербурга).  Ведущими в 2016 году были: Герман Иванов (Сборная Мурманска), четвертьфиналы – Николай Наумов («Парма», Пермь), полуфиналы – Дмитрий Соколов («Уральские пельмени», Екатеринбург), финал — Тимур Бабъяк и Филипп Воронин («Детективное агентство "Лунный свет"», Белгород).
Лига имеет четыре учебных подразделения: Открытая Хабаровская лига (г. Хабаровск), Амурская лига «СОЮЗ» (г. Благовещенск), Открытая Биробиджанская лига (г. Биробиджан) и Лига Юности (г. Комсомольск-на-Амуре). Чемпионы этих лиг автоматически в следующем сезоне попадают в Тихоокеанскую лигу. С 2014 года Открытая Хабаровская лига и Амурская лига «СОЮЗ» получили статут Официальной Региональной лиги.

## История
На XVIII Международном фестивале КВН в г. Сочи было принято решение об открытии новой официальной межрегиональной Тихоокеанской лиги Международного Союза КВН ТТО «АМиК» (г. Хабаровск).
I Фестиваль Тихоокеанской лиги КВН состоялся в г. Хабаровске с 30 марта по 2 апреля 2007 г. Зона ответственности лиги распространяется на территорию Дальнего востока и Восточной Сибири. По итогам Фестиваля был сформирован состав участников сезона 2007 года лиги. Кроме того, по результатам Фестиваля определился состав Открытой Хабаровской лиги КВН. На Международных фестивалях «КиВиН-2008, 2009» статус лиги был подтвержден. В 2010 году статус лиги был повышен до Центральной, которой лига пробыла 3 года. На фестивале Сочи-2013 руководством Международного союза КВН было принято решение понизить уровень лиги до межрегионального. Полное наименование теперь звучит как Официальная Межрегиональная Тихоокеанская лига МС КВН «АМиК».
После двух лет плодотворной работы на Международных фестивалях «КиВиН-2015» Тихоокеанская лига становится лучшей среди межрегиональных лиг и возвращает статус центральной.
Игры проходят в Городском Дворце Культуры (до 2011 включительно в Театре Музыкальной Комедии).

## Схема сезона
- Тихоокеанская лига (место проведения — г. Хабаровск) — фестиваль, ¼ финала, ½ финала, финал.

## Чемпионы лиги
- Первый чемпион лиги (2007 год) —  «Сборная Железки» (Хабаровск)
- Чемпион 2008 года —  «7-й отдел» (Хабаровск)
- Чемпион 2009 года —  «Сделано в Хабаровске» (Хабаровск)
- Чемпион 2010 года —  «Будет не больно» (Хабаровск) и «Свобода о. Сахалин» (Южно-Сахалинск)
- Чемпион 2011 года —  «Азбука» (Благовещенск)
- Чемпион 2012 года —  «Метрополитен» (Хабаровск)
- Чемпион 2013 года —  «Азбука» (Благовещенск)
- Чемпион 2014 года —  «Золотой рог» (Владивосток)
- Чемпион 2015 года —  «People» (Благовещенск)
- Чемпион 2016 года —  «People» (Благовещенск) и «Фраза силы» (Хабаровск)
- Чемпион 2017 года —  «Сборная Хабаровского района» (Хабаровск)
- Чемпион 2018 года —  «Сборная магаданцев» (Магадан)
- Чемпион 2019 года —  «Океан» (Владивосток)
- Чемпион 2020 года —  «Женская сборная ТОГУ» (Хабаровск)
- Чемпион 2021 года —  Сборная Благовещенска (Благовещенск)
- Чемпион 2023 года  -  «MTV» (Владивосток)
- Чемпион 2024 года —  «Последняя фантазия» (Хабаровск)

## Выпускники лиги
- «Ботанический сад» (Хабаровск) — Премьер-лига (2007, 2008), Высшая лига (2009, 2010, 2011, 2012[3]).
- «Сделано в Хабаровске» (Хабаровск) — Премьер-лига (2011, 2014[4]), Высшая лига (2012[5]).
- «Метрополитен» (Хабаровск) — Премьер-лига (2013, 2014[3]).
- «Азбука» (Благовещенск) — Премьер-лига (2014).
- «Золотой рог» (Владивосток) — Премьер-лига (2015).
- «Океан» (Владивосток) — Премьер-лига (2019, 2020), Высшая лига (2022).
- «Сборная магаданцев «Велосипед» (Магадан) — Премьер-лига (2020, 2021).
- «Пал Палыч» (Хабаровск) ― Высшая лига (2021, 2022).
- «Красный лис» (Владивосток) ― Высшая лига (2021, 2022).
- «Сборная Благовещенска» (Благовещенск) ― Премьер-лига (2021, 2022).

## Редакторы лиги
- 2007—2009 годы — Павел Орешин и Ильгам Рысаев (оба — «Четыре Татарина»)
- 2009—2012 годы — Алексей Петренко («Ботанический сад») и Андрей Минин («МаксимуМ»).
- 2013—2014 годы — Алексей Петренко («Ботанический сад») и Игорь Ласточкин («Днепр»)
- 2015—2016 годы — Алексей Петренко («Ботанический сад») и Дмитрий Колчин (редактор Высшей лиги КВН, капитан команды «СОК»)
- 2017—2019 годы — Евгений Романцов («БАК-Соучастники») и Виталий Коломыцев («Утомленные солнцем»)
- 2020—н. в. — Евгений Романцов («БАК-Соучастники») и Дмитрий Никифоров  («Утомленные солнцем»)

## Интересные факты
- Двум командам КВН удавалась выиграть Тихоокеанскую лигу дважды: команда «Азбука» выиграла в 2011 и 2013 годах, команда «People» выиграла в 2015 и 2016 годах. Обе команды представляют Благовещенск.
- Команда КВН «Золотой рог» (Владивосток) в первый год своего существования (2014 г.) выиграла Тихоокеанскую лигу и в следующем сезоне (2015 г.) сразу попала в телевизионную Премьер-лигу КВН.
- Команда КВН "Сборная Хабаровского района" в 2018 году после попадания в Премьер-лигу была переименована в "Сборную Хабаровского края - Культурный город Али"